# Puente romano de Villa del Río
El puente romano de Villa del Río es una antigua infraestructura romana ubicada en el municipio español de Villa del Río, en la provincia de Córdoba, Andalucía, justo en el límite con la provincia de Jaén.
En 1931 fue declarado Monumento histórico-artístico,
por lo que es Bien de Interés Cultural con categoría de Monumento.

## Historia
Está situado a un kilómetro del núcleo urbano, sobre el arroyo Salado y muy cercano a su desembocadura en el río Guadalquivir, en lo que fue la antigua Vía Augusta. Se cree que fue construido en el siglo I después de Cristo, durante el reinado del primer emperador Augusto. Sin embargo, según la tesis doctoral de Manuel Durán Fuentes, el puente seguramente habría sido derruido por causas naturales y climáticas como una inundación o un terremoto, tal y como demuestra que en tiempos recientes como 1997 una riada ya se llevó por delante algunos pretiles. Durán no duda que la cimentación del puente sea romana, pero cree que los arcos fueron reconstruidos en algún momento posterior, probablemente durante el Califato de Córdoba en el siglo X.
Sobre el puente cruzaba todo el tráfico rodado de la carretera nacional N-IV hasta el año 1965. A pesar de las numerosas reformas que ha sufrido, está considerado como uno de los puentes romanos mejor conservados del sur de España.
En 1999 se reforzaron los pilares del puente con unas losas de hormigón, una restauración negativa que dificulta la capacidad de desagüe del puente. En 2012 entró la Lista roja de patrimonio en peligro de la asociación Hispania Nostra debido al riesgo inminente de derrumbe de la bóveda central, el deterioro progresivo, la pérdida de sillares y el hundimiento de riadas, aunque en 2018 fue retirado de la Lista gracias a los trabajos de restauración por la Junta de Andalucía.

## Descripción
El puente está realizado con piedra molinaza, una caliza roja muy común en esta zona y Montoro. Los sillares están hechos en opus quadratum y se encuentran almohadillados, indicativo de alta calidad en la construcción. Consta de cuatro ojos, aunque destaca uno central que llega a los 9 metros de luz que provoca un perfil puntiagudo, y dos aliviaderos que facilitaban el paso del agua cuando se producían desbordamientos.
El puente presenta tres recursos arquitectónicos prácticamente únicos: el engatillado de las dovelas, que presentan una pequeña muesca para evitar el movimiento de las piezas del arco; el apoyo de los arcos medianos en el trasdós de los aliviaderos, los arcos medianos carecen de salmer en su lado interior; y la invasión del arco central en los pilares interior de los arquillos de aligeramiento.